# تشاك هوغن
تشاك هوغن (بالإنجليزية: Chuck Hogan) (و. 1967  م) هو كاتب، وروائي، وكاتب سيناريو، وكاتب خيال علمي أمريكي، ولد في بوسطن.

## التعليم
تعلم في كلية بوسطن.

## وصلات خارجية
- تشاك هوغن على موقع IMDb (الإنجليزية)
- تشاك هوغن على موقع روتن توميتوز (الإنجليزية)
- تشاك هوغن على موقع ألو سيني (الفرنسية)
- تشاك هوغن على موقع أول موفي (الإنجليزية)
- تشاك هوغن على موقع قاعدة بيانات الفيلم (الإنجليزية)
- تشاك هوغن على موقع كينوبويسك (الروسية)